# The Elders

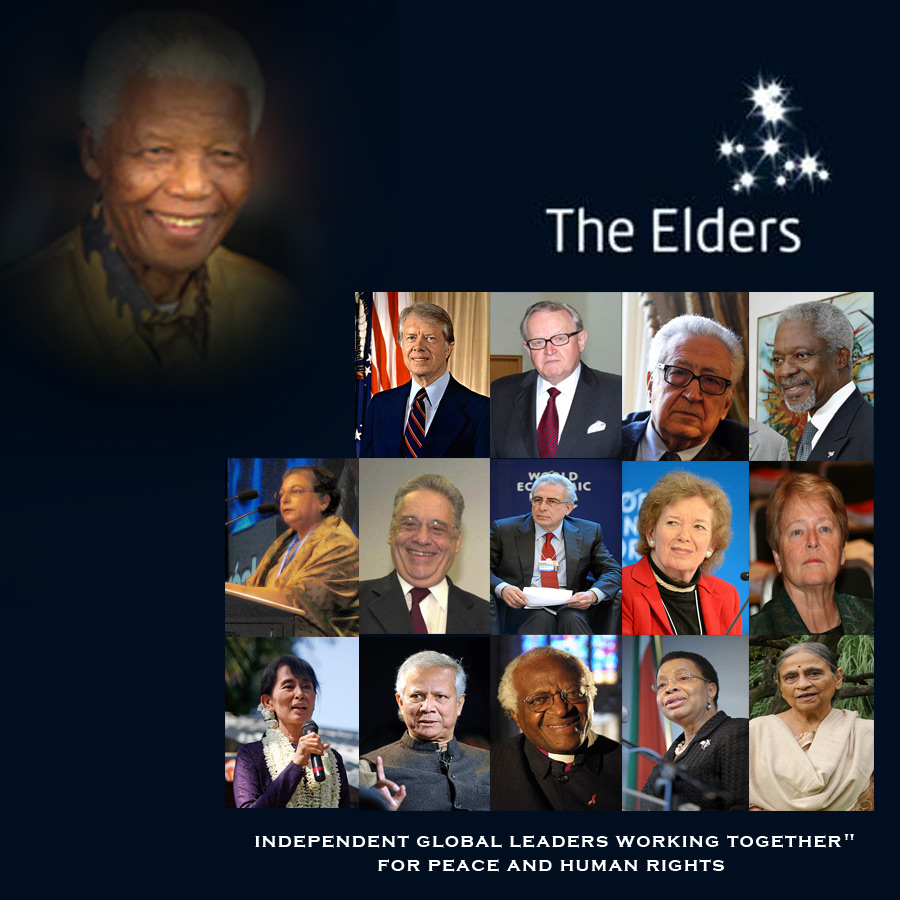
The Elders, Stand 2013

Die Gruppe The Elders (engl., dt. Die Ältesten), auch Global Elders (Weltälteste), ist eine Nichtregierungsorganisation. Bei ihr handelt es sich um einen Zusammenschluss von ehemaligen Staatsmännern und -frauen, Friedensaktivisten, Menschenrechtlern sowie prominenten Intellektuellen.

## Ziel
Ziel der Gruppe ist es, die Erfahrung, die Beziehungen und den öffentlichen Einfluss der Mitglieder zur Lösung globaler Probleme einzusetzen. Das Ziel von Nelson Mandela für die Elders war es, ihre „fast 1000-jährige kollektive Erfahrung“ zu nutzen, um Lösungen für scheinbar unüberwindbare Probleme wie Klimawandel, HIV/AIDS und Armut zu erarbeiten, und „ihre politische Unabhängigkeit zu nutzen, um zur Lösung einiger der hartnäckigsten Konflikte der Welt beizutragen“.

## Geschichte
1999 begann der englische Singer-Songwriter und Rock-Musiker Peter Gabriel ein Gespräch mit dem Unternehmer Richard Branson über die Notwendigkeit einer neuen Versammlung von Weltführern. Sie konnten Nelson Mandela für diese Idee gewinnen.

### Gründung
Im Jahr 2007 wurde die Vision von Peter Gabriel und Richard Branson Wirklichkeit. Zu Nelson Mandelas 89. Geburtstag fand das Gründungstreffen von The Elders am 18. Juli 2007 in Johannesburg statt. Anlässlich dieser Gelegenheit sagte er:

„Es ist nun einige Jahre her, dass Richard Branson und Peter Gabriel mit ihrer Idee für The Elders zu mir kamen. Seitdem habe ich beobachtet, wie das Konzept wuchs, an Struktur und Stärke gewann und zu einer echten, lebensfähigen und pragmatischen Initiative wurde. Ich glaube, dass The Elders mit ihrer Erfahrung, ihrer Energie und ihrem tiefen Engagement für den Aufbau einer besseren Welt eine sehr unabhängige und robuste Kraft für das Gute werden kann, die sich mit komplexen und unlösbaren Problemen auseinandersetzt, insbesondere mit solchen, die nicht populär sind.“

Die Gründung wurde an diesem Tag von Nelson Mandela gemeinsam mit seiner Ehefrau Graça Machel und Desmond Tutu bekannt gegeben. Bei der Eröffnungszeremonie wurde ein leerer Stuhl auf der Bühne für Aung San Suu Kyi, die Menschenrechtsaktivistin, die zu dieser Zeit in Myanmar als politische Gefangene in Hausarrest war, aufgestellt. Bei der Einführung waren Kofi Annan, Jimmy Carter, Graça Machel, Nelson Mandela, Mary Robinson, Desmond Tutu, Muhammad Yunus und Li Zhaoxing anwesend. Weitere nicht anwesende Gründungsmitglieder waren Ela Bhatt, Gro Harlem Brundtland, Lakhdar Brahimi und Fernando Henrique Cardoso.
Peter Gabriel sagte anlässlich der Gründung zu der Rolle der Elders:

„In traditionellen Gesellschaften spielten die Ältesten immer eine Rolle bei der Konfliktlösung, beim langfristigen Denken und bei der Anwendung von Weisheit, wo immer sie gebraucht wurde. Wir bewegen uns in dieses globale Dorf, und doch haben wir unsere globalen Ältesten [bisher] nicht. Die Elders können eine Gruppe sein, die das Vertrauen der Welt genießt, die frei sprechen kann, sehr unabhängig ist und in Konfliktsituationen schnell und flexibel reagiert.“

## Mitglieder
Die Mitglieder sind meist angesehene Persönlichkeiten, die jedoch keine öffentlichen Ämter mehr innehaben. Die daraus resultierende politische Unabhängigkeit und Fähigkeit, „frei und mutig“ zu sprechen, ist ein wesentliches Charakteristikum der Elders.

### Vorsitz
| Land      | Foto | Name               | Position |
| --------- | ---- | ------------------ | --- |
| Kolumbien |      | Juan Manuel Santos | • ehemaliger Präsident von Kolumbien (2010–2018) • führte komplexe Friedensverhandlungen und beendete damit einen über 50 Jahre andauernden Bürgerkrieg • Vorsitzender (seit 2024) • Mitglied (seit 2019) |

### Stellvertretender Vorsitz
| Land               | Foto | Name           | Position |
| ------------------ | ---- | -------------- | --- |
| Südkorea           |      | Ban Ki-moon    | • Außenminister von Südkorea (2004–2006) • ehemaliger Generalsekretär der Vereinten Nationen (2007–2016) • setzte sich für die Schwachen der Welt ein, indem er die Themen nachhaltige Entwicklung, Klimawandel und Gleichstellung der Geschlechter an die Spitze der UN-Agenda setzte • Stellvertretender Vorsitzender (seit 2018) • Mitglied (seit 2017) |
| Mosambik Südafrika |      | Graça Machel * | • Menschenrechtlerin und ehemalige Freiheitskämpferin • erste Bildungsministerin von Mosambik (1975–1989) • First Lady von Mosambik (1975–1986) und Südafrika (1998–1999), Witwe von Samora Machel und Nelson Mandela • Verfechterin der Rechte von Frauen und Kindern • Stellvertretende Vorsitzende (seit 2018) • Gründungsmitglied (seit 2007)          |

### Aktive Mitglieder
| Land                         | Foto | Name                    | Position |
| ---------------------------- | ---- | ----------------------- | --- |
| Norwegen                     |      | Gro Harlem Brundtland * | • ehemalige norwegische Ministerpräsidentin (1981, 1986–1989, 1990–1996) • Präsidentin der Weltgesundheitsorganisation WHO (1998–2003) • Stellvertretende Vorsitzende (2013–2018) • Gründungsmitglied (seit 2007) |
| Neuseeland                   |      | Helen Clark             | • ehemalige Premierministerin von Neuseeland (1999–2008) • Co-Vorsitzende des Unabhängigen WHO-Gremiums für Pandemievorsorge und -reaktion • Verfechterin des Multilateralismus und der nuklearen Abrüstung • Mitglied (seit 2023) |
| Mongolei                     |      | Elbegdorj Tsakhia       | • leitete den Übergang seines Landes zur Demokratie nach dem Zerfall der Sowjetunion • ehemaliger Präsident der Mongolei (2009–2017) • Er setzt sich international für nukleare Abrüstung und Nichtverbreitung, Demokratie und die Bekämpfung des Klimawandels ein. • Mitglied (seit 2022)                                                                                  |
| Jordanien                    |      | Zeid Ra’ad Al Hussein   | • ehemaliger Hoher Kommissar der Vereinten Nationen für Menschenrechte (2014–2018) • Verfechter der internationalen Gerechtigkeit und des Multilateralismus. • entschiedener Verfechter von Frieden und Menschenrechten • langjähriger jordanischer Diplomat und Experte für Friedenssicherung • Mitglied (seit 2019)                                                       |
| Pakistan                     |      | Hina Jilani             | • Pionieranwältin und Verfechterin der Demokratie, führende Aktivistin der pakistanischen Frauenbewegung und internationale Verfechterin der Menschenrechte. • Mitglied (seit 2013) |
| Liberia                      |      | Ellen Johnson Sirleaf   | • ehemalige Präsidentin von Liberia und Afrikas erstes gewähltes weibliches Staatsoberhaupt. (2006–2018) • Friedensnobelpreisträgerin (2011) • eine führende Verfechterin von Frieden, Gerechtigkeit und demokratischer Herrschaft; eine Stimme für die Freiheit; und Verfechterin der Gesundheit für alle • Mitglied (seit 2019)                                           |
| Demokratische Republik Kongo |      | Denis Mukwege           | • Menschenrechtsaktivist aus dem Kongo • globaler Kämpfer gegen konfliktbedingte sexuelle Gewalt • Gynäkologe und Gründer und leitender Chirurg des Panzi-Hospitals in Bukavu • Friedensnobelpreisträger (2018) • Mitglied (seit 2024) |
| Irland                       |      | Mary Robinson *         | • ehemalige erste Präsidentin von Irland (1990–1997) • ehemalige UN-Hochkommissarin für Menschenrechte.(1997–2002) • eine leidenschaftliche Verfechterin der Gleichstellung der Geschlechter, der Beteiligung von Frauen an der Friedenskonsolidierung, der Menschenwürde und der Klimagerechtigkeit • ehemalige Vorsitzende (2018–2024) • Gründungsmitglied (seit 2007)    |
| Mexiko                       |      | Ernesto Zedillo         | • ehemaliger Präsident Mexikos, der tiefgreifende demokratische und soziale Reformen durchführte (1994–2000) • ein renommierter Wirtschaftswissenschaftler und ein Verfechter des Multilateralismus und der integrativen Globalisierung, der Nichtverbreitung von Kernwaffen, der Reform der Drogenpolitik und der allgemeinen Gesundheitsversorgung • Mitglied (seit 2013) |

### Ehemalige Mitglieder
| Land                | Foto | Name                        | Position |
| ------------------- | ---- | --------------------------- | --- |
| Finnland            |      | Martti Ahtisaari†           | • ehemaliger Präsident von Finnland (1994–2000) • Friedensnobelpreisträger (2008) • Experte für Konfliktmediation, Diplomatie und Staatsaufbau nach Konflikten • Mitglied (2009–2018) |
| Ghana               |      | Kofi Annan *†               | • ehemaliger Generalsekretär der Vereinten Nationen (1997–2006) • Friedensnobelpreisträger (gemeinsam mit der UN, 2001) • Er setzte Entwicklung, Menschenrechte, Rechtsstaatlichkeit, verantwortungsvolle Staatsführung und Frieden nach oben auf der Tagesordnung der Vereinten Nationen. • ehemaliger Vorsitzender (2013–2018) • Gründungsmitglied (2007–2018) |
| Indien              |      | Ela Bhatt *†                | • die „sanfte Revolutionärin“; eine Pionierin der Frauenförderung und Gründerin der mehr als eine Million Mitglieder zählenden Gewerkschaft Self-Employed Women’s Association (SEWA), einer Art Gewerkschaft für selbständige indische Frauen, und Gandhis Anhängerin der Gewaltlosigkeit und der Selbstständigkeit. • Gründungsmitglied (2007–2016)             |
| Algerien            |      | Lakhdar Brahimi *           | • ehemaliger algerischer Freiheitskämpfer und Außenminister • ehemaliger UN-Sonderbotschafter im Irak • ehemaliger Sondergesandter der Vereinten Nationen und der Arabischen Liga für Syrien (2012–2014) • Experte für Friedenssicherung und Wiederaufbau nach Konflikten • Gründungsmitglied (2007–?)                                                           |
| Brasilien           |      | Fernando Henrique Cardoso * | • ehemaliger Präsident von Brasilien, führte ein umfangreiches Landreformprogramm durch, reduzierte die Armut und verbesserte das Gesundheits- und Bildungswesen erheblich (1995–2002) • anerkannter Soziologe und weltweiter Befürworter einer Reform der Drogenpolitik. • Gründungsmitglied (2007–2016)                                                        |
| Vereinigte Staaten  |      | Jimmy Carter *†             | • 39. Präsident der Vereinigten Staaten (1977–1981) • Friedensnobelpreisträger (2002) • langjähriger Friedensunterhändler; engagiert sich für die weltweite Förderung von Frieden, Demokratie und Gesundheit • Gründungsmitglied (2007–2016) |
| Chile               |      | Ricardo Lagos               | • ehemaliger Präsident von Chile, führte eine Gesundheitsreform durch, verringerte die wirtschaftliche Ungleichheit und diversifizierte den chilenischen Außenhandel im Zeitalter der Globalisierung (2000–2006) • hartnäckiger Kämpfer für Demokratie und Menschenrechte • Mitglied (2016–2024)                                                                 |
| Volksrepublik China |      | Li Zhaoxing *               | • chinesischer Außenminister (2002–2007) • Mitglied (2007–?) |
| Südafrika           |      | Nelson Mandela *†           | • Friedensnobelpreisträger (1993) • ehemaliger Präsident von Südafrika (1994–1999) • hat sein Leben dem Anti-Apartheid-Kampf, der Demokratie und der Gleichheit gewidmet • Gründer (2007) • Gründungsmitglied (2007–2013) |
| Myanmar             |      | Aung San Suu Kyi            | • Friedensnobelpreisträgerin (1991) • nicht anwesendes Gründungsmitglied ehrenhalber (2007–2012) |
| Südafrika           |      | Desmond Tutu *†             | • Friedensnobelpreisträger (1984) • ehemaliger anglikanischer Erzbischof von Kapstadt und Primas der Church of the Province of South Africa (1986–1996) • altgedienter Anti-Apartheid-Aktivist und Friedensaktivist, der weithin als „moralisches Gewissen Südafrikas“ galt • erster Vorsitzender der Elders (2007–2013) • Gründungsmitglied (2007–2013)         |
| Bangladesch         |      | Muhammad Yunus *            | • Gründer der Grameen Bank (1983) • Friedensnobelpreisträger (2006) • renommierter Wirtschaftswissenschaftler, der für seine bahnbrechende Arbeit im Bereich der Armutsbekämpfung und der Stärkung der Rechte von Menschen in Armut bekannt ist • Gründungsmitglied (2007–2009) • Ernennung zum Chefberater der Übergangsregierung von Bangladesch (2024)        |

Die Übernahme eines Regierungsamtes erfordert den Austritt aus der Gruppe. Die Gruppe hat angekündigt, in Zukunft weitere Persönlichkeiten zum Beitritt einzuladen.

### Initiatoren
| Land                   | Foto | Name            | Position |
| ---------------------- | ---- | --------------- | --- |
| Vereinigtes Königreich |      | Peter Gabriel   | • Musiker, Komponist und Liedtexter, Videokünstler, Aktivist der humanitären Hilfe, Förderer der Weltmusik und Musikunternehmer • Initiator (ab 1999) |
| Vereinigtes Königreich |      | Richard Branson | • Unternehmer in den Bereichen Telekommunikationsunternehmen, der Musikindustrie, Luftfahrt und Eisenbahnanbieter • Initiator (ab 1999)               |

## Team und Finanzierung
Die Arbeit der Elders wird von einem kleinen Team mit Sitz in London koordiniert und unterstützt. Dieses Team wird von Alistair Fernie geleitet, der im November 2021 zum Chief Executive Officer (CEO) ernannt wurde.
Die Elders werden unabhängig von einer Gruppe von Spendern finanziert, die auch den Beirat der Elders bilden: Richard Branson und Jean Oelwang (Virgin Unite), Peter Gabriel (The Peter Gabriel Foundation), Srik Gopal (Humanity United), Lisa Harris, Judith Lingeman (Dutch Postcode Lottery), Randy Newcomb (The Omidyar Group), Rob Phillpot (Gravel Road Ventures and Foundation), Shannon Sedgwick Davis (The Bridgeway Foundation), Jeffrey Skoll und Don Gips (Skoll Foundation) und John Taylor (Wellspring Philanthropic Fund). Mabel van Oranje saß in ihrer Funktion als Vorsitzende des Beratungsausschusses von Girls Not Brides im Beirat. Von Juli 2008 bis Mai 2012 war sie Chief Executive Officer (CEO) von den Elders.

## Aktivitäten

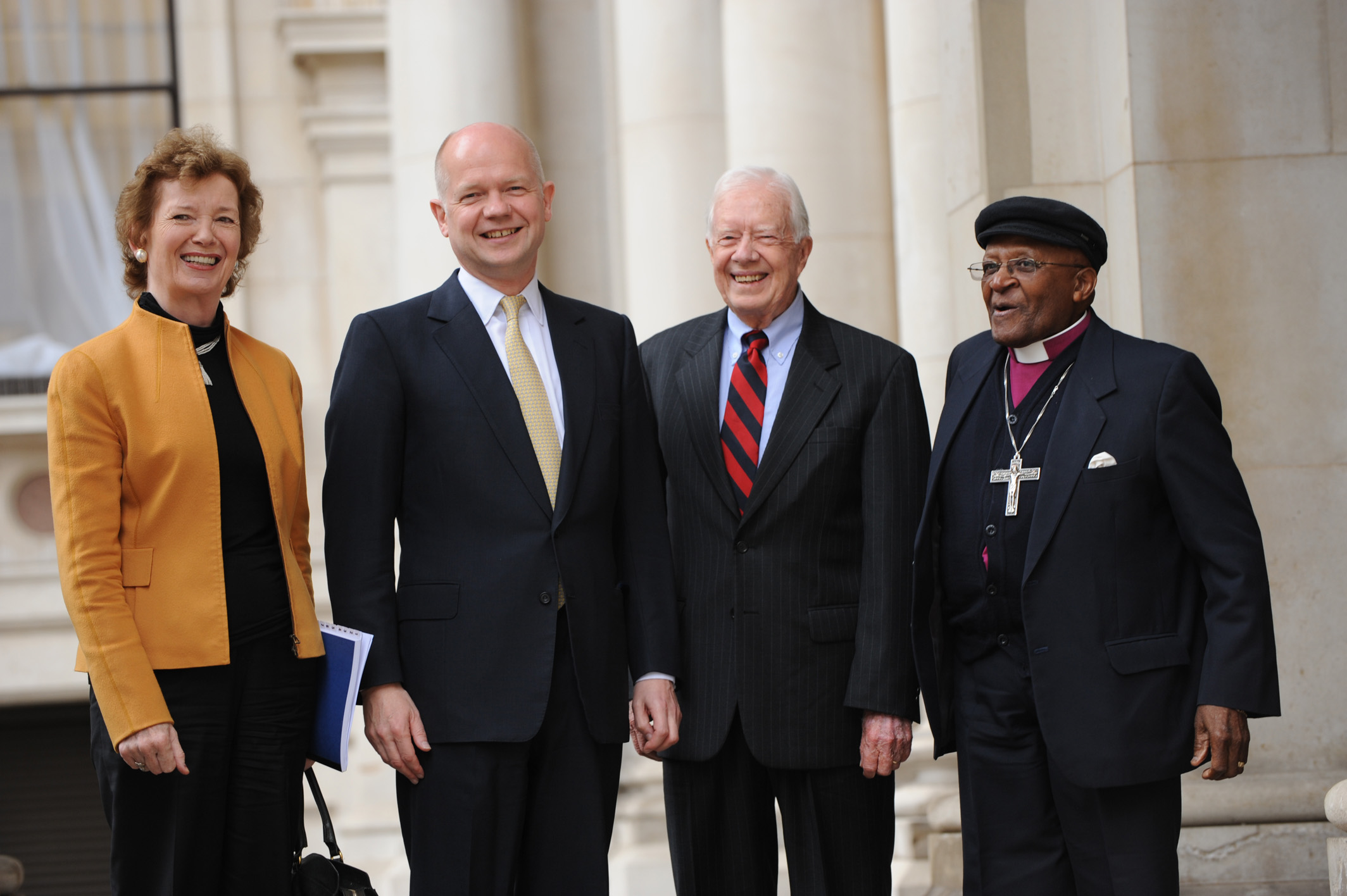
Mary Robinson, der damalige britische Außenminister William Hague, Jimmy Carter und Desmond Tutu (von links nach rechts) am 3. Juli 2012 in London

### Aktuelle Arbeit
The Elders nutzen nach eigenen Angaben ihre Unabhängigkeit, ihre kollektive Erfahrung und ihren Einfluss, um sich für Frieden, Gerechtigkeit, Menschenrechte und einen nachhaltigen Planeten einzusetzen. In ihrer Strategie 2023–27 konzentrieren sich die Elders auf vier existenzielle Bedrohungen. Das sind die Klimakrise, Pandemien und Atomwaffen und ebenso kriegerische Konflikte. Sie haben auch vier übergreifende Verpflichtungen, die sich durch alle ihrer Initiativen ziehen: Menschenrechte, Gleichstellung der Geschlechter und die Führungsrolle von Frauen, Multilateralismus und Dialog zwischen den Generationen.

#### Klimakrise
In den Jahren 2023–2027 wollen die Elders die großen Emittenten für eine Politik zur Rechenschaft ziehen, die nicht mit dem 1,5 °C-Grenzwert und dem globalen Naturziel in Einklang steht, und gerechte Übergänge beschleunigen. Sie werden versuchen, Einfluss auf die Gestaltung des neuen Ziels für die Klimafinanzierung zu nehmen, das bis 2025 vereinbart werden soll, und auf die Umsetzung der UN-Vereinbarung zur Einrichtung eines Fonds für Verluste und Schäden drängen. Die Elders haben ihre Unterstützung für die Neugestaltung der Institutionen für globale Entwicklungsfinanzierung zum Ausdruck gebracht, um Billionen von Dollar für die Bewältigung der Klimakrise aufzubringen, und sagen, dass sie wollen, dass die Stimmen der Jugend und der Frauen gehört und respektiert werden, damit ein neuer politischer Raum für ehrgeizigere Klimamaßnahmen geschaffen werden kann. Ein wichtiger Punkt ist die Schließung der Finanzierungslücke für die international notwendigen Maßnahmen.

#### Pandemien
Die Elders haben erklärt, dass sie sich für eine solide globale PPR-Agenda (Pandemic Preparedness and Response=Vorbeugung und Reaktion auf Pandemien) einsetzen werden, die als globales öffentliches Gut behandelt werden sollte, das globale öffentliche Investitionen erfordert. Sie sagen, dass die Bekämpfung von Pandemien alle Teile der Gesellschaft, der Regierung und der Wirtschaft einbeziehen muss und dass öffentlich finanzierte Gesundheitssysteme, die auf den Grundsätzen der öffentlichen Gesundheitsversorgung (Universal Health Coverage, UHC) beruhen, von entscheidender Bedeutung sind.

#### Atomwaffen
Die Ältesten sagen, ihr Ziel sei eine Welt, in der die jetzige und künftige Generationen frei von der Bedrohung durch nukleare Zerstörung sind. Sie sagen, dass sie ihre moralische Stimme nutzen werden, um die führenden Politiker der Welt herauszufordern, multilaterale Ansätze zu fördern und die Zivilgesellschaft zu mobilisieren. Dazu gehört auch, dass sie sich dafür einsetzen, dass mehr Stimmen, insbesondere von Frauen und Jugendlichen, bei der Entscheidungsfindung Gehör finden.

#### Kriegerische Konflikte
Die Elders sagen, dass sie ihre Bemühungen darauf konzentrieren werden, für internationales Recht und Rechenschaftspflicht einzutreten und sich in einer begrenzten Anzahl von Konfliktsituationen zu engagieren, in denen sie die Möglichkeit haben, eine besondere Rolle zu spielen. Sie haben erklärt, dass sie zunächst dem Krieg Russlands gegen die Ukraine und dem israelisch-palästinensischen Konflikt Priorität einräumen wollen.
Am 20. Oktober 2023 erörterte Mary Robinson mit Vertretern des ukrainischen Präsidialamtes die Umsetzung der ukrainischen Friedensformel. Am 1. Dezember 2023 nahm die damalige Präsidentin der Elders an einem Arbeitstreffen mit Vertretern von 83 Staaten zur Umsetzung der ukrainischen Friedensformel in Kiew, Ukraine, teil.

### Bisherige Arbeit
Die bisherige Arbeit der Elders umfasste neben anderen unter anderem Aktivitäten, wie:

#### Universelle Gesundheitsversorgung (UHC)
Auf der Konferenz von Women Deliver im Mai 2016 haben The Elders eine neue Initiative ins Leben gerufen, die sich für eine universelle Gesundheitsversorgung (Universal Health Coverage, UHC) in verschiedenen Ländern der Welt einsetzt, um die UN-Ziele für nachhaltige Entwicklung (Sustainable Development Goals, SDGs) zu unterstützen und umzusetzen. Ernesto Zedillo erläuterte 2017 auf der Prince Mahidol Award Conference, wie die universelle Gesundheitsversorgung nachhaltig umgesetzt werden kann und Kofi Annan äußerte sich zu den Reformen im indischen Gesundheitssystem.

#### Flüchtlinge und Migration
Im Oktober 2015 nahmen Kofi Annan, Gro Brundtland und Hina Jilani zusammen mit dem UN-Hochkommissar für Menschenrechte Prinz Zeid Ra’ad Al Hussein und William L. Swing, dem Generaldirektor der Internationalen Organisation für Migration, an einer Veranstaltung zur Flüchtlings- und Migrationskrise an dem Graduate Institute in Genf teil. Im Vorfeld des UN-Gipfels für Flüchtlinge und Migranten im September 2016 besuchten Kofi Annan, Maarti Ahtisaari und Lakhdar Brahimi Deutschland, um einen Bericht vorzustellen, in dem ein stärkerer politischer Wille gefordert wird, um sicherzustellen, dass die Verantwortung wirklich zwischen den Ländern geteilt wird, und um einen besseren Schutz der Schutzbedürftigen zu gewährleisten. Sie trafen den damaligen Außenminister Frank-Walter Steinmeier und Bundespräsident Joachim Gauck und besuchten auch ein Neuansiedlungszentrum für Flüchtlinge in Berlin, um direkt von den Neuankömmlingen in Deutschland zu hören.

#### Stärkung der UN
Auf der Münchner Sicherheitskonferenz im Februar 2015 riefen die Elders die Initiative „Stärkere UN“ ins Leben, die eine Reihe von Reformen zur Stärkung der Vereinten Nationen vorsieht. Dazu gehörte auch eine Überprüfung der Regeln für die Zusammensetzung des Sicherheitsrates und der Ernennung des Generalsekretärs.

#### Klimawandel
Ein wichtiges Thema waren auch in der Vergangenheit die weltweiten Folgen des Klimawandels. Auf dem Social Good Summit 2016 erläutert Mary Robinson in einer von Julie Gichuru, Unternehmerin und kenianische Medienpersönlichkeit, moderierten Sitzung das Konzept der Klimagerechtigkeit, des Aufbaus von Widerstandsfähigkeit und der Sicherstellung einer angemessenen Klimafinanzierung. Die Elders verurteilen bereits 2017 die Entscheidung von Präsident Donald Trump, aus dem Pariser Klimaabkommen auszusteigen. Sie forderten die anderen Unterzeichner auf, ihre Anstrengungen zur Bekämpfung des Klimawandels ehrgeizig zu verstärken.
Im Jahr 2023, im Vorfeld der COP28 in Dubai, veröffentlichte die Gruppe eine Erklärung, in der sie sinnvolle Klimaschutzmaßnahmen forderte. Nach einigen umstrittenen Äußerungen des COP-Präsidenten Sultan Al Jaber während des Treffens Anfang Dezember 2023 wiederholte die Vorsitzende der Elders, Mary Robinson, in den sozialen Medien die Notwendigkeit, die Verbrennung fossiler Brennstoffe zu beenden und erneuerbare Energien einzusetzen.

#### Gleichstellung von Frauen und Mädchen
Das Engagement für die die Gleichstellung von Frauen und Mädchen ist ein Eckpfeiler des Einsatzes der Elders für die Sicherung der Würde und der Rechte aller Menschen. Von der universellen Gesundheitsversorgung über den Klimawandel und die Massenmigration bis hin zur Friedenskonsolidierung und dem Schutz von Menschenrechtsverteidigern sind die Ältesten der Ansicht, dass Frauen und Mädchen spezifische Bedürfnisse haben, auf die die Politik angemessen reagieren muss. Dazu gehört auch die Berücksichtigung der Auswirkungen von Religion und Tradition auf die Rechte der Frauen sowie die Bekämpfung der schädlichen Praxis der Kinderheirat, Unterstützung der Bemühungen zur Förderung von Frauen als Friedensstifterinnen.
Im Juli 2009 forderten die Elders ein Ende von schädlichen und diskriminierenden Praktiken, die mit Religion und Tradition begründet werden. Fernando Henrique Cardoso sagte: „Der Gedanke, dass Gott hinter der Diskriminierung steht, ist inakzeptabel.“ Jimmy Carter erklärte, dass die Elders „alle führenden Persönlichkeiten dazu aufrufen, die schädlichen Lehren und Praktiken, wie tief verwurzelt sie auch sein mögen, die die Diskriminierung von Frauen rechtfertigen, in Frage zu stellen und zu ändern. Wir bitten insbesondere darum, dass die Führer aller Religionen den Mut haben, die positiven Botschaften von Würde und Gleichheit, die alle großen Glaubensrichtungen der Welt teilen, anzuerkennen und zu betonen“. Der Kolumnist der New York Times, Nicholas Kristof, schrieb später: „Die Elders haben Recht, wenn sie sagen, dass religiöse Gruppen für einen einfachen ethischen Grundsatz eintreten sollten: Die Menschenrechte eines jeden Menschen sollten heilig sein und nicht von etwas so Irdischem wie seinen Genitalien abhängen.“

#### Elders+Youngers
Als Nelson Mandela 2007 die Elders gründete, forderte er die Gruppe auf, den Ausgegrenzten zuzuhören – vor allem jungen Menschen. Die Arbeit der Elders mit jungen Menschen bestand darin, viele leidenschaftliche junge Menschen zu treffen, die sich für Frieden, Gleichberechtigung und den Schutz der Umwelt einsetzen. Im Jahr 2012 begannen die Elders und vier junge Aktivisten im Vorfeld der Konferenz der Vereinten Nationen über nachhaltige Entwicklung (Rio+20) eine generationenübergreifende Debatte über den Wandel, der für eine nachhaltige Zukunft notwendig ist. Neben der Zusammenarbeit mit jungen Klimaaktivisten haben die Elders auch Gespräche am runden Tisch über afrikanische Führungsqualitäten geführt, mit jungen Menschen in Kairo über die Revolution 2011 in Ägypten debattiert, mit jungen Studenten an der Sciences Po in Paris über die Flüchtlingskrise und die Reform der Vereinten Nationen diskutiert und auf ihrer Website Gastblogs von Jugendlichen veröffentlicht.

#### Iran
Die Elders unterstützen eine größere Offenheit und einen Dialog zwischen dem Iran und der internationalen Gemeinschaft und ermutigen den Iran, eine stabilisierende Rolle im weiteren Nahen Osten zu spielen. Bei ihrem ersten Besuch im Iran als Gruppe reisten die Elders im Januar 2014 nach Teheran, um sich privat mit der iranischen Führung zu treffen. Im Juli 2015 begrüßten die Elders die Einigung über das iranische Atomprogramm, die zwischen dem Iran, den P5+1-Ländern (USA, Russland, der Volksrepublik China, Großbritannien, Frankreich und Deutschland) und der EU erzielt wurde. Sie sind der Ansicht, dass die Einigung eine historische Chance darstellt, die jahrzehntelange Feindseligkeit zwischen dem Iran und dem Westen, insbesondere den USA, zu beenden und die Beziehungen auf der Grundlage von Vertrauen und gegenseitigem Respekt neu aufzubauen.

#### Israelisch-palästinensischer Konflikt
Der seit langem andauernde Konflikt zwischen Israel und Palästina ist seit der Gründung der Gruppe eine der Prioritäten der Elders. Angesichts der weitreichenden Auswirkungen des ungelösten Konflikts und des Machtungleichgewichts zwischen den Parteien sind die Elders der Ansicht, dass die internationale Gemeinschaft eine entscheidende Rolle dabei spielen muss, Israelis und Palästinenser dabei zu unterstützen, eine dauerhafte Lösung zu finden. Sie bestehen insbesondere darauf, dass die Friedensbemühungen auf der Achtung der universellen Menschenrechte und des humanitären Völkerrechts beruhen müssen, dass die Belagerung des Gazastreifens dauerhaft aufgehoben werden muss und dass die Grenzen zwischen Israel und einem lebensfähigen palästinensischen Staat auf den Grenzen von 1967 beruhen müssen, einschließlich einer palästinensischen Hauptstadt in Ost-Jerusalem. Im November 2023, also einige Wochen nach dem Terrorangriff der Hamas auf Israel und dem darauf folgenden Beginn des Gaza-Krieges, veröffentlichten die Elders einen Brief, in dem sie US-Präsident Joe Biden aufforderten, „einen ernsthaften Friedensplan vorzulegen und dabei zu helfen, eine neue Koalition für den Frieden aufzubauen, um ihn umzusetzen“.
Die Elders besuchten im August 2009 Israel und das Westjordanland, um auf die Auswirkungen des lang andauernden Konflikts auf die einfachen Menschen aufmerksam zu machen und die Friedensbemühungen von Israelis und Palästinensern zu unterstützen. Richard Branson und Jeffrey Skoll schlossen sich ihnen auf dieser Reise an. Die Elders trafen den israelischen Präsidenten Schimon Peres, den Ministerpräsident der Palästinensischen Autonomiegebiete Salam Fayyad und lokale Friedensaktivisten, die an gewaltfreien Demonstrationen beteiligt waren. In dem Bericht über ihren Besuch hieß es, sie hofften, dass dieser „sowohl die führenden Politiker als auch die einfachen Bürger zu Aktionen anspornen würde, die Frieden, Menschenrechte und Gerechtigkeit für alle im Nahen Osten fördern“.

#### Myanmar
Eine Delegation der Elders besuchte Myanmar zum ersten Mal als Gruppe im September 2013. Bei ihren Treffen mit hochrangigen Regierungsvertretern, politischen Führern, religiösen Führern und Gruppen der Zivilgesellschaft erkundeten Martti Ahtisaari, Gro Harlem Brundtland und Jimmy Carter, wie sie den Frieden und die inklusive Entwicklung im Land am besten unterstützen können. Auf ihrer Sitzung im Oktober 2017 gaben die Elders eine Erklärung ab, in der sie ihre tiefe Bestürzung und Besorgnis über die Welle der Gewalt und Zerstörung zum Ausdruck brachten, die seit August 2017 durch den Bundesstaat Rakhine fegte und Hunderttausende von Rohingya-Muslimen vertrieb. Sie forderten die Regierung und die Militärs Myanmars auf, den vertriebenen Rohingya in Bangladesch und anderen Ländern die Rückkehr zu ermöglichen und ihre Menschenrechte und Sicherheit zu schützen.

#### Simbabwe
Simbabwe ist seit der Gründung der Gruppe im Jahr 2007 eines der Hauptanliegen von The Elders. Einst eine der stärksten Volkswirtschaften Afrikas, hat Simbabwe in den letzten zwei Jahrzehnten unter anhaltenden politischen und wirtschaftlichen Krisen gelitten, und seine Führer kommen ihrer Verantwortung gegenüber der Bevölkerung des Landes nicht nach.
Eine Reise 2008 nach Simbabwe durch Graça Machel, Jimmy Carter und Kofi Annan wurde abgesagt, da für Carter und Annan keine Visa ausgestellt wurden. Offiziell wurde erklärt, diese hätten nicht rechtzeitig ausgestellt werden können. Carter und Annan betrachteten dies jedoch als Ablehnung der Zusammenarbeit, da sie die Visa bereits Wochen vorher beantragt hatten. Die drei Elders blieben also in Johannesburg und wurden von führenden Vertretern aus Politik und Wirtschaft Simbabwes, von Entwicklungshelfern, Gebern, UN-Organisationen und Vertretern der Zivilgesellschaft unterrichtet, von denen viele aus Simbabwe angereist waren, um sie zu sehen. Die Elders trafen auch mit den Staatsoberhäuptern Südafrikas und Botswanas zusammen. Auf einer Pressekonferenz nach ihren Treffen sagten sie, die Situation sei „schlimmer, als sie es sich hätten vorstellen können“, und riefen zu größeren regionalen und globalen Anstrengungen auf, um das Leid der Simbabwer zu lindern. Graça Machel sagte, dass „der Staat nicht mehr in der Lage ist, grundlegende Dienstleistungen anzubieten. Er ist nicht mehr in der Lage, seine Bürger zu ernähren, zu unterrichten oder zu versorgen. Er lässt sein Volk im Stich.“

#### Kinderheirat
In Anerkennung und aufbauend auf den langjährigen Bemühungen einer Reihe von Organisationen, die schädliche Praxis der Kinderheirat zu beenden, haben die Elders 2010 die Initiative Girls Not Brides gegründet, eine globale Partnerschaft zur Beendigung der Kinderheirat. Die Elders wollten damit die begrenzte internationale Sichtbarkeit angehen und eine Führungsrolle in der Frage der Kinderheirat übernehmen sowie die Notwendigkeit einer stärkeren Koordinierung und eines gemeinsamen Vorgehens derjenigen, die an der Basis, auf nationaler und internationaler Ebene an der Beendigung dieser schädlichen Praxis arbeiten, angehen. Beispielsweise besuchten Desmond Tutu, Gro Harlem Brundtland und Mary Robinson im Juni 2011 Amhara in Äthiopien, um sich über Kinderheirat in einer Region zu informieren, in der die Hälfte aller weiblichen Kinder vor dem Alter von 15 Jahren verheiratet werden.

#### Elfenbeinküste
Die Elders beschäftigen sich mit der Gewalt in der Elfenbeinküste, die nach den Präsidentschaftswahlen im November 2010 begann. Kofi Annan kehrte im Januar 2012 und Oktober 2013 in die Elfenbeinküste zurück, um den laufenden Aussöhnungsprozess zu unterstützen. Bei seinem Besuch stellte er die erzielten Fortschritte fest und ermutigte alle Ivorer, sich an der „Aufgabe der Versöhnung und Heilung“ zu beteiligen, um eine inklusive Zukunft aufzubauen und friedliche Wahlen im Jahr 2015 vorzubereiten.

#### Zypern
Die Elders nahmen ihre Arbeit auf dem geteilten Zypern im September 2008 auf, als die Führer der griechisch-zyprischen und der türkisch-zyprischen Gemeinschaft offiziell Friedensverhandlungen aufnahmen. Seitdem haben sie die Insel viermal besucht, um alle Bemühungen um Frieden und Vertrauen zu unterstützen und ihre Erfahrungen mit führenden Politikern und der Zivilgesellschaft zu teilen, um den Dialog zu fördern.

#### Koreanische Halbinsel
Die Elders starteten ihre Initiative das Verhältnis der beiden Staaten Nordkorea und Südkorea auf der Koreanischen Halbinsel betreffend im April 2011, als Jimmy Carter innerhalb von 6 Tagen die beiden koreanischen Staaten und China besuchte. Gemeinsam mit Martti Ahtisaari, Gro Harlem Brundtland und Mary Robinson bemühte sich Jimmy Carter um einen Abbau der Spannungen auf der Halbinsel, insbesondere durch die Förderung des Dialogs und die Bewältigung sicherheitspolitischer und humanitärer Probleme, wie z. B. der gemeldeten Nahrungsmittelknappheit in Nordkorea. In allen drei Ländern trafen sie mit hochrangigen Regierungsvertretern, Diplomaten, UN-Vertretern, humanitären Organisationen, Forschern, Think Tanks und nordkoreanischen Flüchtlingen zusammen, die nach Südkorea geflohen waren. Während des gesamten Besuchs machten sie deutlich, dass sie unabhängig handelten und nicht beabsichtigten, „irgendeinen offiziellen Prozess zu ersetzen oder in ihn einzugreifen“. In einem Bericht, der nach dem Besuch der Elders veröffentlicht wurde, erklärte Jimmy Carter: „In den Beziehungen zwischen Nord- und Südkorea gibt es keine schnellen Lösungen... und der Fortschritt wird mehr Flexibilität, Aufrichtigkeit und Engagement von allen Parteien erfordern.“

#### Sudan und Südsudan
Der Frieden im Sudan wurde für The Elders gleich nach der Gründung der Gruppe zu einer der obersten Prioritäten. Die erste Mission von The Elders fand vom 30. September bis 4. Oktober 2007 im Sudan statt. Lakhdar Brahimi, Jimmy Carter und Graça Machel reisten unter dem Vorsitz von Desmond Tutu in das Land, um sich über die humanitäre Lage in Darfur zu informieren und die Unterstützung der Gruppe für das umfassende Naivasha-Friedensabkommen (Comprehensive Peace Agreement, CPA) zu bekräftigen, das 2005 zwischen Nord- und Südsudan zur Beendigung des 22-jährigen Darfur-Konflikts ausgehandelt wurde. Die Elders veröffentlichten einen Bericht über ihre Erkenntnisse mit dem Titel Bringing Hope, Forging Peace: The Elders'’Mission to Sudan.
Beispielsweise forderten die Elders im Jahr 2008 die beiden Staaten auf, dringend benötigte Hubschrauber für die Friedenstruppen in Darfur zur Verfügung zu stellen. Im März 2009 forderten die Elders, dass Hilfsorganisationen nach ihrer Ausweisung durch die sudanesische Regierung Zugang zum Sudan erhalten sollen.

#### Sri Lanka
Die Elders haben die Entwicklungen in Sri Lanka aufmerksam verfolgt und sich seit dem Ende des jahrzehntelangen Bürgerkrieges im Jahr 2009 mehrfach zu Wort gemeldet. Insbesondere haben die Elders immer wieder betont, wie wichtig es ist, Versöhnung und Rechenschaft für die während des Konflikts begangenen Verletzungen zu erreichen. Die Elders fordern den sri-lankischen Präsidenten Mahinda Rajapaksa auf, die Rechte der Zivilisten zu schützen, die nach dem Sieg der Regierung über die Befreiungstiger von Tamil Eelam (LTTE) im Mai vertrieben wurden, und appellieren an die internationale Gemeinschaft, der langfristigen Stabilität des Landes Priorität einzuräumen. Im August 2010 äußerten die Elders ihre Enttäuschung über das harte Vorgehen der sri-lankischen Regierung gegen einheimische Kritiker und die „Missachtung der Menschenrechte“. Die Elders fügten hinzu, dass sinnvolle Fortschritte bei der Versöhnung auf der Insel immer noch „verzweifelt notwendig“ seien.

### Andere Aktivitäten
Die Organisation hat auch Erklärungen zu einer Reihe von anderen Themen abgegeben oder andere Regionen oder Staaten besucht:

#### Kenia
Im Dezember 2007 kam es in Kenia nach Streitigkeiten über die Ergebnisse der nationalen Wahlen zu weit verbreiteter Gewalt. Im Januar 2008 setzte die Afrikanische Union ein Gremium herausragender afrikanischer Persönlichkeiten ein, das unter der Leitung von Kofi Annan eine Lösung der Krise vermitteln sollte und dem auch Graça Machel und der ehemalige tansanische Präsident Benjamin Mkapa angehörten. Zuvor hatten die kenianischen Kirchen unter der Leitung des südafrikanischen Erzbischofs und Vorsitzenden der Elders, Desmond Tutu, einen erfolglosen Vermittlungsversuch unternommen. Zwar waren drei Elders an den Bemühungen um eine Lösung der Krise in Kenia beteiligt, doch handelte es sich dabei nicht um eine Initiative der Elders. Die Elders gaben im Januar 2008 eine kurze Erklärung ab, in der sie ein Ende der Gewalt forderten.

#### Pakistan
Die Elders fordern die Welt nach der Überschwemmungskatastrophe in Pakistan 2010 auf, schneller und großzügiger zu reagieren. Da die humanitäre Soforthilfe für Pakistan das von den Vereinten Nationen gesetzte Ziel von 460 Millionen Dollar nicht erreicht hat, forderten sie Regierungen und Einzelpersonen auf, mehr Hilfe zuzusagen, um den Millionen von Menschen zu helfen, die von den Überschwemmungen betroffen waren.

#### Russland
Die Elders führten 2015 in Russland Gespräche über die geopolitische Situation mit russischen Politikern, darunter Wladimir Putin, Sergei Lawrow oder Michail Gorbatschow.

#### Tibet
Der damalige Vorsitzende der Elders Desmond Tutu forderte 2008 die chinesische Regierung wegen der Situation in Tibet zum Dialog mit dem Dalai Lama Tenzin Gyatso auf.

#### Mittlerer Osten und Nordafrika
Der Mittleren Osten und Nordafrika werden seit dem arabischen Frühling in den 2010er Jahren nach Ansicht der Elders von zahlreichen, miteinander verknüpften Konflikten heimgesucht, die die Völker daran hindern, ihr großes Potenzial auszuschöpfen. Die Region hat besonders tragische Beispiele dafür geliefert, was passieren kann, wenn geopolitische Rivalitäten und Machtkämpfe regionale und internationale Gremien daran hindern, ihrer Verantwortung für Frieden und Sicherheit gerecht zu werden. Unter anderem reiste Jimmy Carter deswegen mehrmals nach Ägypten.

#### Internationaler Strafgerichtshof
Die Ältesten forderten alle Staaten auf, sich für einen universellen, unparteiischen Internationalen Strafgerichtshof einzusetzen und gaben eine Erklärung dazu ab, nachdem drei afrikanische Länder 2016 ihren Rücktritt erklärt hatten.

#### Millenniums-Entwicklungsziele
Die acht Millenniums-Entwicklungsziele sind ebenfalls im Fakus der Elders. Kein von Konflikten betroffenes Land mit niedrigem Einkommen hat auch nur ein einziges Millenniumsentwicklungsziel erreicht. Graça Machel, Mitglied des hochrangigen Gremiums für die Post-2015-Entwicklungsagenda, forderte 2013 einen neuen Entwicklungsrahmen, der den Kreislauf von Konflikt und Armut durchbrechen kann.

## In der Popkultur
Peter Gabriel nennt Nelson Mandela, Desmond Tutu und die Elders in dem Liedtext des Liedes Live and Let Live, das 2023 auf dem Album i/o und als Single erschien. Der Song hat die Vergebung zum zentralen Thema. Gabriel beruft sich dabei auf die genannten Personen und ihre Ideen und Aussagen.:

„Tutu und Madiba sagen, dass es noch Regenbögen gibt. Die Stimme der Elders kommt durch den Nebel.“

Mandela sagte, er habe gespürt, wie die alte Angst und der alte Hass in ihm hochkamen, aber als er intensiv darüber nachdachte, wurde ihm klar, dass er einen Weg finden musste, mit diesen Menschen zusammenzuarbeiten, um etwas aufzubauen, das er seine Regenbogenkoalition nannte. Er musste ihre Menschlichkeit spüren und schließlich einen Weg finden, ihnen zu vergeben. Er war sich ziemlich sicher, dass er für den Rest seiner Tage ihr Gefangener bleiben würde, wenn er ihnen nicht verzeihen und einen Weg zur Zusammenarbeit mit ihnen finden könnte. Gabriel betonte, dass Vergebung ein effektiver Weg ist, sich von emotionalen Lasten zu befreien und Frieden zu finden.